# Long Mã

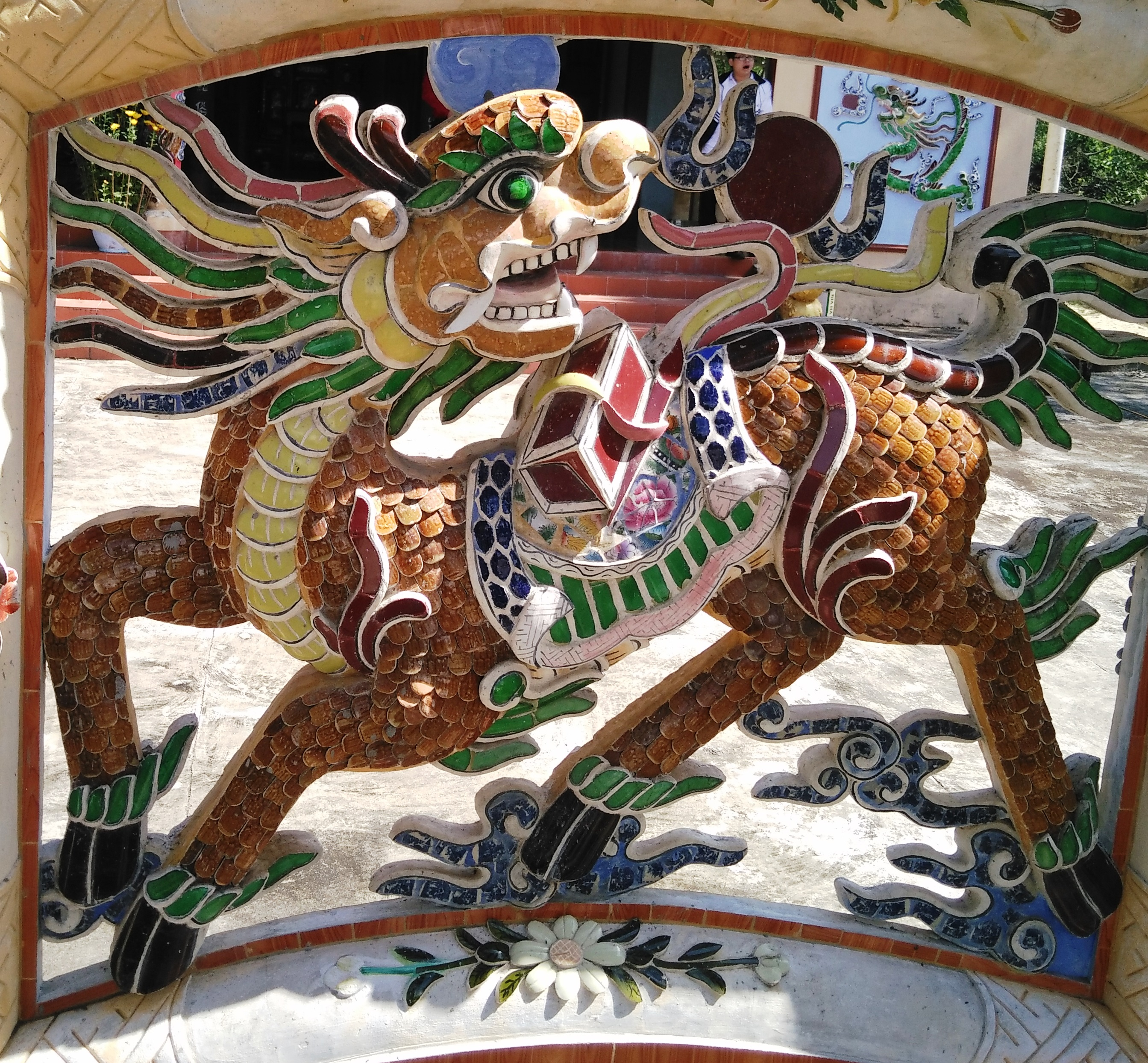
Đồ án Long Mã tải Hà Đồ trên bức bình phong Nhà thờ họ Trần ở Cát Sơn, Việt Nam

Long Mã (chữ Hán: 龍馬) là sinh vật truyền thuyết có hình dáng một con ngựa có cánh với vảy kỳ lân và đầu rồng trong thần thoại Trung Quốc, có ảnh hưởng đến văn hóa Việt Nam. Đó là một linh vật kết hợp giữa rồng và ngựa. Long Mã là con vật thiêng trong huyền thoại và gắn liền với truyền thuyết tối cổ của nền văn minh Hoa Hạ. Người Trung Quốc cho rằng nhìn thấy Long Mã xuất hiện báo hiệu những điềm tốt lành như sự ra đời của một minh quân, chân chúa hay hiền triết vì là linh vật biểu tượng cho lòng nhân từ, mỗi khi nó xuất hiện là điềm báo có thánh nhân, minh quân ra đời, đặc biệt là một trong ba vị Tam hoàng Ngũ đế của Trung Hoa. Một biến thể của Long Mã là Bạch Long Mã trong Tây Du Ký, từ lâu Long Mã được Nho giáo xem như là một hình tượng trang trí biểu hiện ước vọng về thái bình, an lạc và phát triển.

## Truyền thuyết

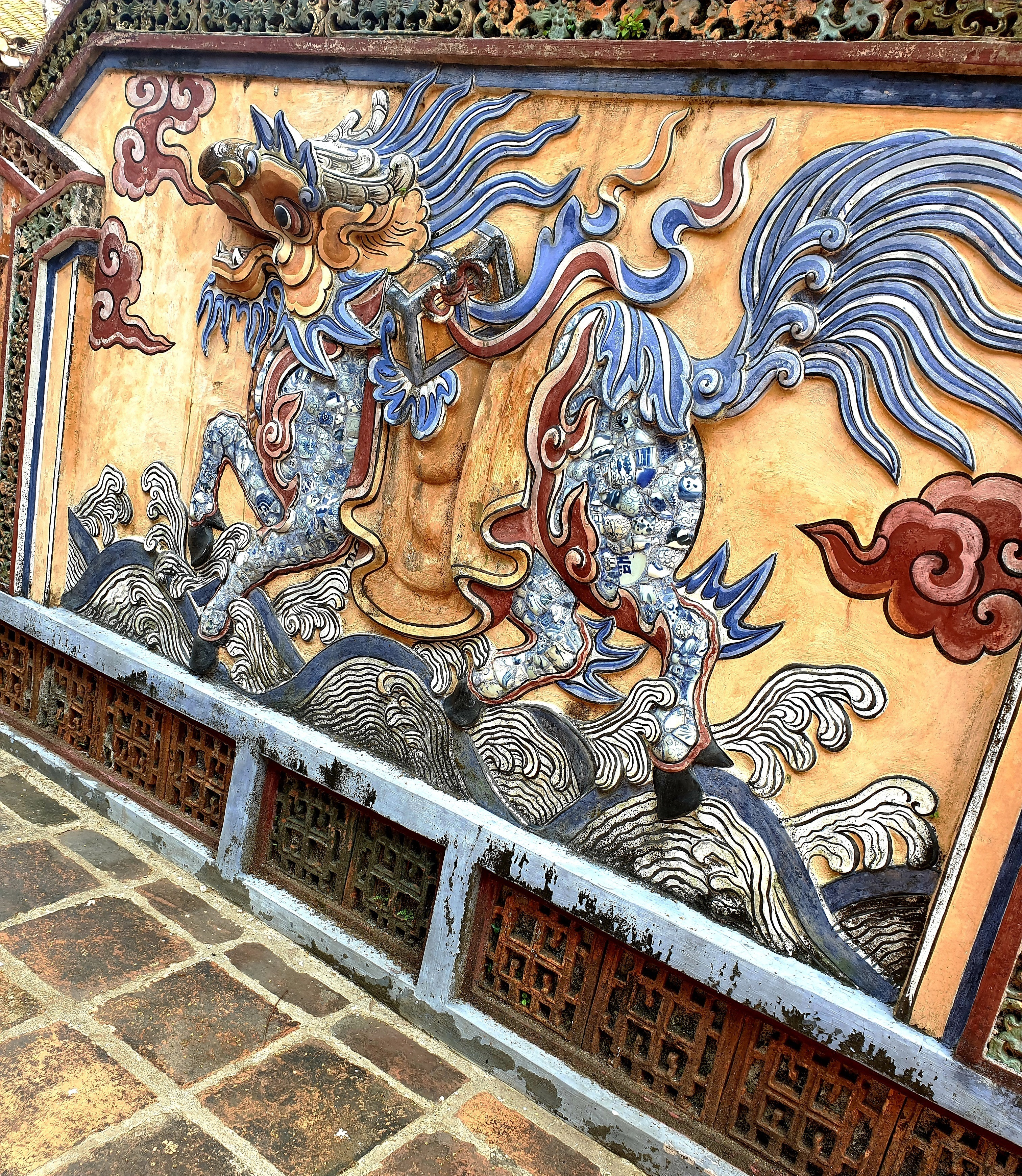
Bức bình phong có họa Long Mã ở Lăng Tự Đức

Tương truyền, vào đời Phục Hy là vị vua thứ nhất của thời Tam Hoàng tối cổ của Trung Quốc khi vị vua này đó có được thiên hạ thì đã có huyền thoại về con Long Mã, là đầu rồng, mình ngựa xuất hiện trên dòng sông Hoàng Hà và nó chuyên chở một đồ hình gồm có 10 đường nét, 10 đường nét cơ bản đó hình thành nên bát quái sau này. Theo truyền thuyết, long mã xuất hiện trên sông Hoàng Hà, dưới thời Phục Hi, mình xanh, vằn đỏ, trên lưng có các xoáy đen trắng giống mang bức Hà Đồ (hay Mã đồ), là sách trời ban cho vua này để trị nước.
Trong Tự điển Cao Đài có kể câu chuyện về tích này rằng: "Vào thời thượng cổ bên Tàu, đời vua Phục Hy, trên sông Hoàng Hà, thình lình một trận giông lớn nổi lên, nước sông dâng cao, có nổi lên một con quái đầu rồng mình ngựa, đứng khơi khơi trên mặt nước, trên lưng có nhiều đốm đen trắng xếp theo một trật tự đặc biệt và có mang một cây bửu kiếm. Dân chúng thấy chuyện lạ, vội cấp báo cho vua Phục Hy biết. Nhà vua liền đến nơi, đứng trên bờ sông quan sát. Vua Phục Hy là vị Thánh đế nên biết con quái ấy là con long Mã, một loại thú linh hiếm có, ít khi xuất hiện. Ngài phán rằng: "Nếu phải nhà ngươi đem báu vật đến dâng cho Ta thì hãy lại đây, đến trước mặt Ta".
Những người chứng kiến câu chuyện này thảng thốt và tiên niệm rằng "Long Mã như biết nghe tiếng người", hiểu biết nhiều sự. Con Long Mã này "từ từ đi vào bờ, đến trước mặt vua Phục Hy thì quỳ phục xuống. Vua Phục Hy thấy trên lưng Long mã có một bức đồ gồm 55 đốm, nhà vua ghi nhớ vị trí các đốm rồi gỡ lấy bửu kiếm. Xong, long mã liền trở ra khơi và đi mất. Mực nước sông Hoàng Hà sụt xuống như cũ. Vua Phục Hy vẽ lại những đốm trên lưng long mã, tạo thành một bức đồ, đặt tên là Hà đồ. Nhà vua quan sát các chấm nầy, kết hợp với sự quan sát các hiện tượng thiên nhiên trong Trời Đất, nghĩ ra cách tượng trưng Âm Dương, Ngài vẽ ra được Bát Quái đồ, gọi là Tiên Thiên Bát Quái đồ".

## Tạo hình

### Nguyên tác
Long Mã là hóa thân của kỳ lân là một linh vật thủ đắc tất cả những phẩm chất tốt đẹp, với sự kết hợp đặc biệt giữa rồng, lân và ngựa, nó được mô tả là có sừng và bờm của rồng, mình của con hươu xạ, đuôi bò, trán sói, thân có vảy của kỳ lân, chân và móng của ngựa, thực chất long mã là sự kết hợp giữa đầu rồng, vảy rồng và thân ngựa, Long Mã được tả là con vật cao 8 thước 5 tấc, xương cổ dài, cánh bên phải nhúng xuống nước mà không ướt, trên có thánh nhân để bức cổ đồ. Ở các nước có bản sắc văn hóa Đông phương như Trung Quốc, Việt Nam, tranh tượng Long mã thường được thực hiện theo mẫu mình ngựa có vẩy rồng, đầu rồng, lưng mang bảng Bát quái Tiên thiên, thế đứng rất uy nghi, phong thái hùng dũng đang tiến về phía trước.

### Cách điệu
Hình tượng con Long Mã trên gốm sứ Chu Đậu ở Việt Nam có nét độc đáo và sáng tạo. Trên chiếc liễn thì long mã được thể hiện dưới dạng cổ điển, tuy nhiên không đứng trang nghiêm như long mã ở các bức bình phong mà là một con Long Mã như con ngựa phi đang tung vó phi trong mây, con vật này có đầu rồng với hai sừng dài, thân hình ngựa phủ vảy rồng, chiếc đuôi xoắn của kỳ lân, đôi cánh như một đám mây đao lửa kéo dài từ ức lên lưng long mã và tung bay về phía sau; còn trên đĩa tráng men thì Long Mã được thể hiện dưới dạng một con kỳ lân mập mạp đang tung vó bay trong mây, trên thân có vật có những đốm lớn nhỏ chi chít như ý tưởng Hà Đồ.

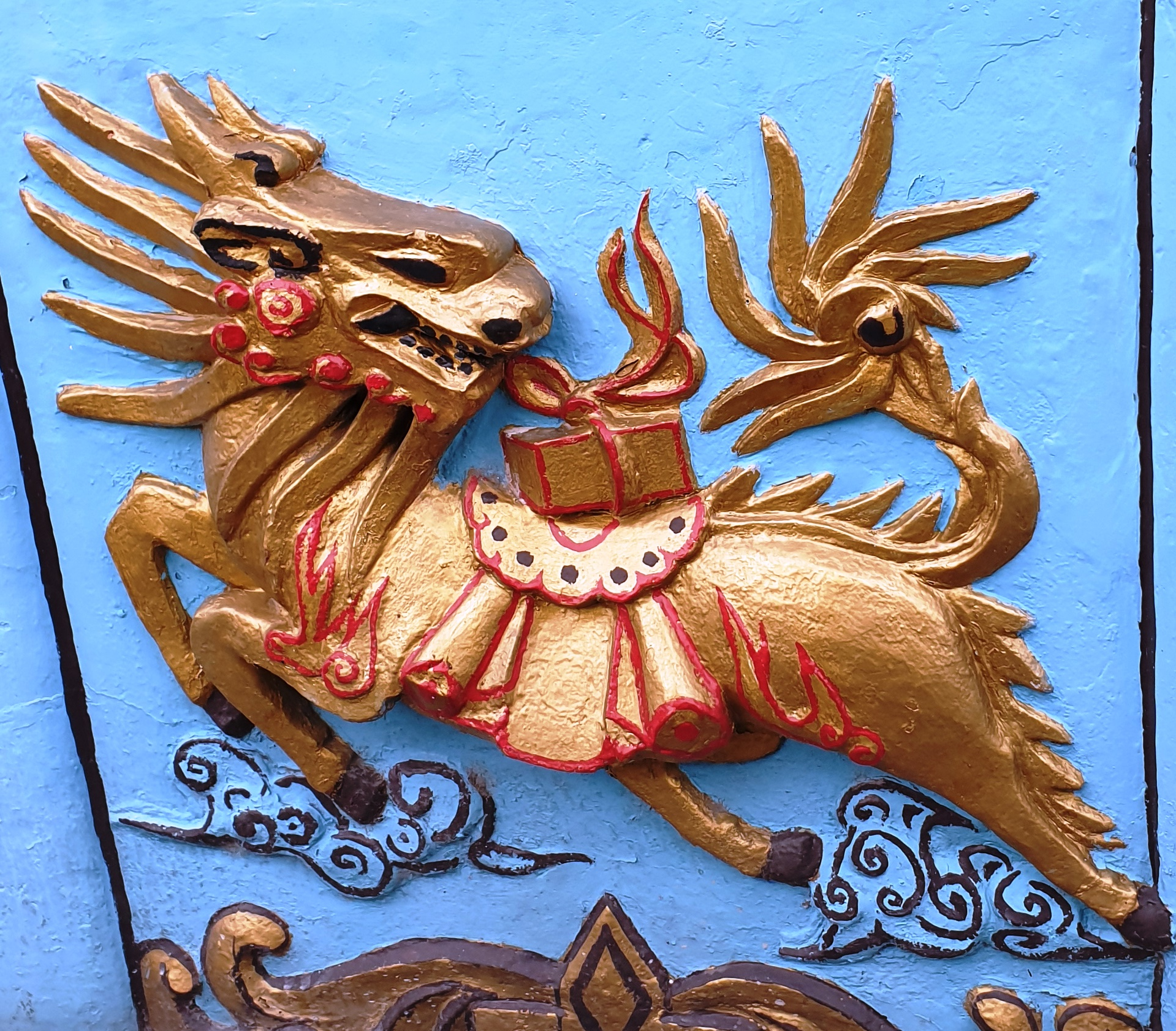
Chạm nổi hình Long Mã trên một bức bình phong ở ngôi miếu tại Thành phố Hồ Chí Minh

Một dạng long mã khác mang đậm chất ngựa hơn là bức vẽ long mã trên một thạp gốm men trắng hoa lam, trên vai và phân chân thạp trang trí văn cánh sen cách điệu, phần giữa thân thạp là một long mã đang phi nước đại giữa đám mây cuộn không theo kiểu truyền thống như trong nghệ thuật Trung Hoa và đã đã thể hiện một con ngựa có đôi cánh giống như mô típ ngựa có cánh trong nghệ thuật Hy Lạp và hình thượng ngựa có cánh trong văn hóa của dân tộc trên thảo nguyên Trung Á, con ngựa này cách điệu, tạo đường viền như một dải mây, trên mình ngựa cũng vẽ nhiều đốm lớn nhỏ xen lẫn nhau, phần đầu ngựa được thể hiện khác lạ, phần mõm khá dữ tợn, dường như đang hóa dần thành đầu rồng.
Phần khớp gối của hai chân sau phủ túm lông như chân kỳ lân, lòng đĩa còn thể hiện một con ngựa có cánh dài đang tung vó bay trong mây, con long mã này cũng mang đậm chất ngựa. Bố cục tạo hình Long Mã và các đám mây được bố cục theo dạng tròn, đầu long mã vươn cao, long mã trở nên linh hoạt hơn như nó đang chuyển động theo vòng tròn trên bầu trời; ngoài ra, con trên một chiếc đĩa men trắng hoa lam, một con ngựa có cánh đang sải vó phi nước đại, bao quanh long mã là những đám mây cách điệu hình đao lửa với nét độc đáo là đôi cánh ngựa cũng mang hình đám mây đao lửa, cổ ngựa vươn cao, động tác toàn thân như đang chuyển theo vòng tròn.
Khi bày trên mâm cúng thì Long Mã được kết bằng các loại quả để trông uy nghi, phồn thực, thường dùng từ 2 đến 5 loại quả, phần quả mập, đẹp, tròn, to vừa phải sẽ dùng để làm đầu, quả nhỏ hơn để bổ đôi làm tai. Đầu rồng còn được tạc bằng quả đu đủ xanh hoặc bằng gỗ (có biến tấu tạo hình như đầu một con nghê) có đủ mang, tai, râu, tóc. Mắt con Long mã phải là quả cau tươi tròn đều hoặc đôi mắt lóng lánh làm bằng hòn bi chai. Mũi rồng được đính bằng quả na mắt bổ đôi. Cổ xếp bằng hoa chuối, từng nếp lên nhau. Mình ngựa tạo bằng những quả chuối tiêu tròn cạnh, còn xanh, đặt úp ngược lại, phần thân thì làm bằng chuối tươi, chọn quả tròn đều và dài để trườn mình con Long Mã, còn cài điểm hoa cúc, quả ớt đỏ, chọn quả quýt vàng để gắn vào những phần thân. Đuôi kết bằng những chùm hoa sập chim để kết lông đuôi và sử dụng các loại hoa tươi như hoa cúc vàng, trắng, đỏ. Chân con vật cũng được xếp bằng những nếp hoa chuối.

## Ý nghĩa

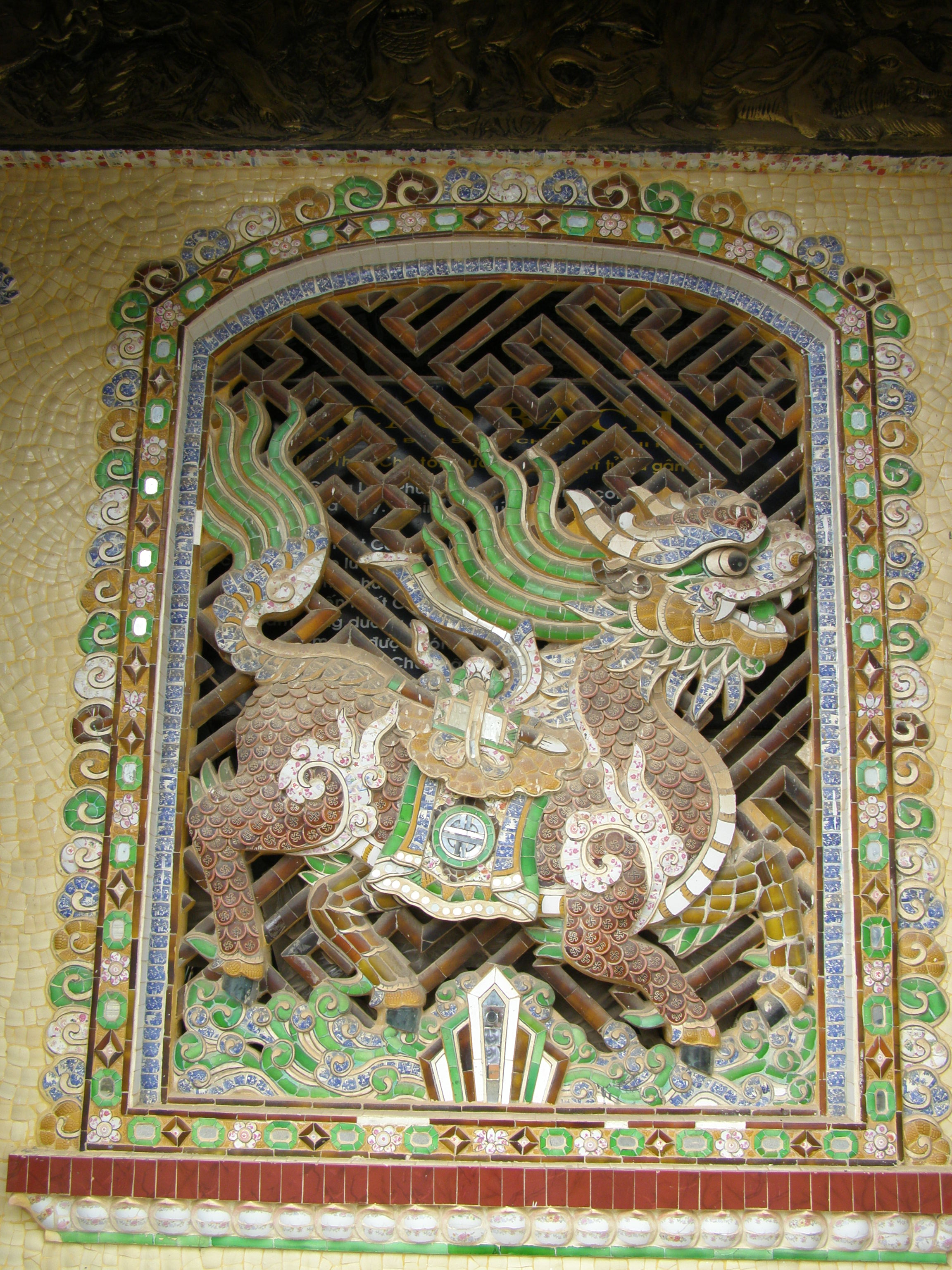
Chạm trổ hình Long Mã ở Đà Lạt

Ở Trung Hoa thường được thể hiện chạy trên sóng nước (lấy từ tích Vua Vũ trị thủy). Người ta thường hiểu rằng: long là rồng, rồng thì bay lên, nghĩa là tung, tượng trưng cho kinh tuyến, thời gian - mã là ngựa, chạy ngang, là hoành, tượng trưng cho vĩ tuyến, không gian. Long mã tượng trưng cho sự tung hoành của nam nhi, cho thời gian và không gian, long mã chạy là biểu hiện cho vũ trụ vận động, đồng thời tượng trưng cho thánh nhân. Sự tích "Long Mã phụ đồ" (Long Mã mang bức đồ, về sau gọi là Hà Đồ) có liên quan mật thiết với nguồn gốc Kinh Dịch. Ngoài ra, long mã còn là linh vật của Phật giáo, bởi nó thường cõng trên lưng Luật Tạng, một trong ba phần cốt tủy của kinh sách nhà Phật (Tam Tạng kinh).
Rồng thường ở trên cao, khi ẩn khi hiện trong mây, vùng vẫy khắp không gian, biểu trưng cho những gì có tính chất cao thượng, mạnh mẽ, linh hoạt, thuộc Dương, và thuộc Tiên thiên, nghĩa là tung, tượng trưng cho kinh tuyến, thời gian. Mã là ngựa, tuy không thuộc linh vật, nhưng là vật rất hữu dụng trong nhân gian, di chuyển nhanh trên mặt đất theo đường thẳng ngang, chở nặng, có sức bền bỉ, có nghĩa khí, thuộc Hậu thiên, là hoành, tượng trưng cho vĩ tuyến, không gian. Long mã tượng trưng cho sự tung hoành của nam nhi, cho thời gian và không gian, long mã chạy là biểu hiện cho vũ trụ vận động, đồng thời tượng trưng cho thánh nhân. Có lẽ, chính vì ý nghĩa đó mà Long Mã lại hay được thể hiện trong các lăng mộ.
Long mã tiêu biểu đầy đủ các phạm trù Âm Dương, Vũ trụ, sự kết hợp của Tiên thiên-Hậu thiên, và cuộc tiến hóa của vạn vật (ngựa hóa rồng). Từ ngựa chuyển hóa thành long mã là một bước chuyển trong quá trình nhận thức thẩm mỹ, gắn với quan niệm về triết lý, rồng biểu trưng cho sự mạnh mẽ, quyền lực và khí chất cao thượng, tượng trưng cho kinh tuyến, thời gian (nghĩa là tung), được xem là nguyên lý dương. Ngựa không là linh vật nhưng là loài vật hữu ích, có khả năng di chuyển nhanh nhẹn, bền bỉ trên mặt đất theo đường ngang, biểu tượng của sự tài lộc, thành công, sự trung thành, nghĩa khí, tượng trưng cho vĩ tuyến, không gian (nghĩa là hoành), nguyên lý âm. Long mã tượng trưng cho sự uy nghi (tung hoành), sự tiến hóa vạn vật, biểu hiện của một vũ trụ vận động không ngừng, trong nghệ thuật trang trí, hình ảnh long mã luôn gắn liền ước vọng về một thế giới an lạc, thái bình và thịnh vượng.

## Tại Việt Nam

### Ghi nhận
Từ ý nghĩa của Long Mã, các di tích từ cung điện lăng tẩm cho đến đình miếu dân gian đều có khắc hình Long Mã phù hà đồ. Đồ hình ấy khái quát giai đoạn ban sơ của vũ trụ như vậy là tiếp nối một dòng chảy. Nó song song tồn tại bên cạnh những mô thức trang trí của Lão giáo còn có mô thức của Phật giáo. Long Mã được gửi gắm ước mơ cuộc sống thanh bình và lạc nghiệp. Từ ngựa chuyển hóa thành Long mã là một bước chuyển trong quá trình nhận thức thẩm mỹ, gắn với quan niệm về triết lý, tất cả các di tích từ cung điện lăng tẩm cho đến đình miếu dân gian thường có khắc hình Long Mã phù hà đồ. Đồ hình ấy khái quát giai đoạn ban sơ của vũ trụ như vậy là tiếp nối một dòng chảy, song song tồn tại bên cạnh những mô thức trang trí của Lão giáo còn có mô thức của Phật giáo.

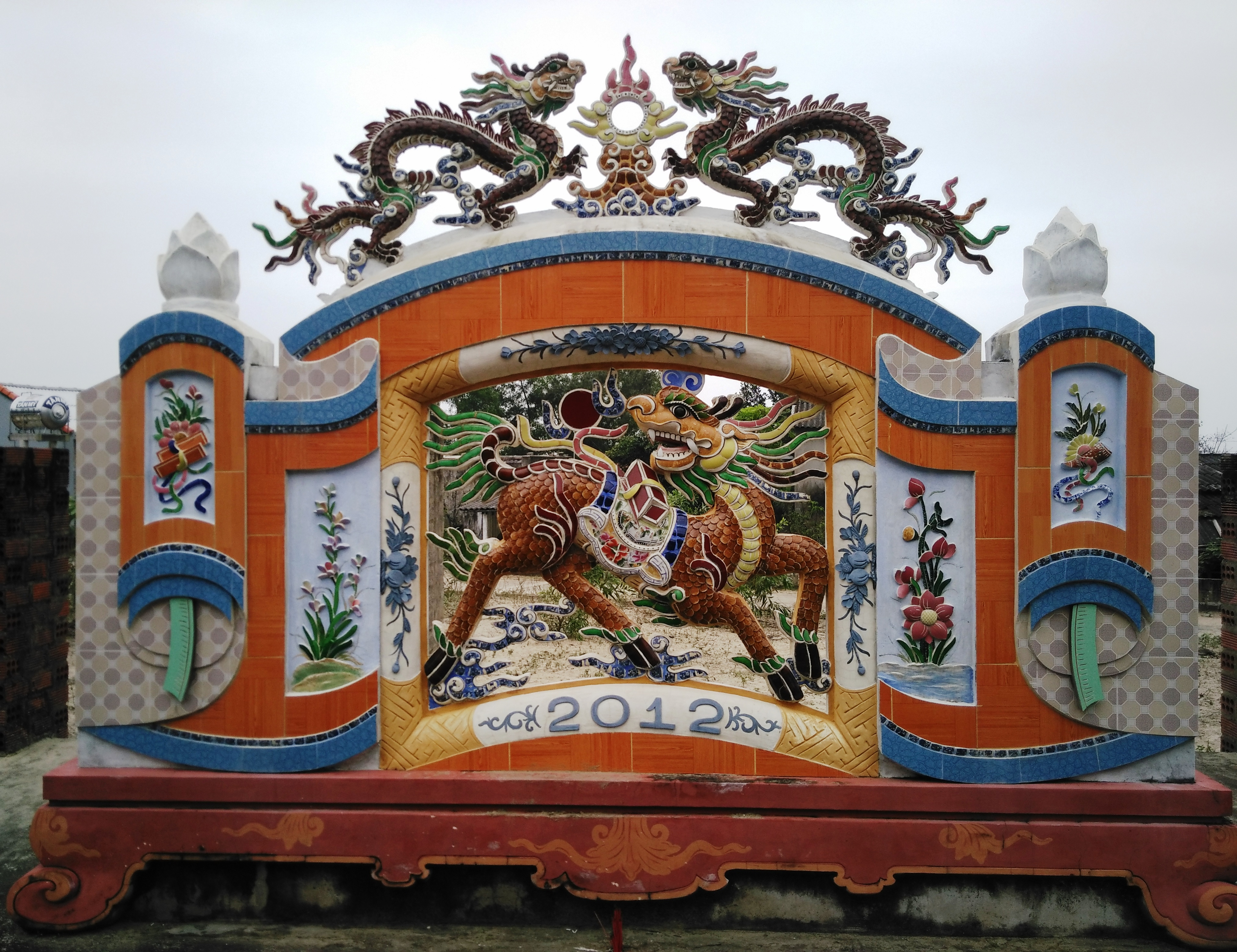
Điêu khắc Long Mã trên bức bình phong tại nhà thờ họ ở Cát Sơn, Trung Giang, Gio Linh, Quảng Trị

Long mã là con vật linh thiêng, biểu hiện cho sức mạnh người dân vùng biển muốn vươn lên chế ngự thiên nhiên, làm chủ đời sống, long mã mang dáng dấp ngạo nghễ của rồng đem nước điều hoà cho mặt đất, cây cối, vạn vật, dẹp được phong ba bão táp, lụt lội nhưng lại mang cả sức bền bỉ dẻo dai, nhanh khoẻ của ngựa vượt đường xa dặm thẳm, theo cách nhìn của người xưa, thiên nhiên vùng biển ẩn chứa bí hiểm và tai hoạ. Dân gian hờ con vật đầu rồng mình ngựa sẽ chế ngự được mọi bề trong trời đất, cầu mong con người sẽ có được sức mạnh tổng hợp, bất cứ lúc nào cũng có thể chống chở, chiến thắng sóng to gió lớn, san bằng mọi trở ngại khó khăn.
Ở Việt Nam, long mã thường được thể hiện dưới dạng phù điêu trang trí trên bình phong các nhà thờ tộc, đình, chùa, miếu để tăng sự tôn nghiêm, linh thiêng cho công trình kiến trúc. Hình tượng long mã còn được các nghệ sĩ dân gian mô tả trên các tác phẩm gốm sứ. Đặc biệt, trong số hàng ngàn cổ vật thuộc dòng gốm sứ Chu Đậu đã được tìm thấy, bên cạnh các bức vẽ cảnh sơn thủy, hoa lá, chim, thú, tôm, cá thì long mã xuất hiện dưới hình dạng độc đáo riêng có trên gốm cổ Việt Nam và cũng nằm trong hình tượng bát vật.
Long mã là một con vật hình tượng nửa thực nửa hư, có đầu rồng, mình ngựa, được cư dân vùng Hà Nam, Quảng Yên luôn coi trọng trong thờ cúng vào các dịp lễ hội, xuân Tết, mừng thọ và tang lễ. Hình tượng Long mã chủ yếu dành ban tặng cho tuổi thọ, đức hạnh con người. Trong Lễ hội Tiên công, và cả đám tang ở Hà Nam, Quảng Yên thì người cao tuổi đạt tuổi thọ tám mươi, chín mươi, một trăm thì người ta cũng có một mâm ngũ quả bày tượng trưng theo hình con Long mã trên hương án sơn son thếp vàng được dành để rước Long Mã. Hình tượng con Long mã thực sự là một nghệ thuật bày hoa quả ngẫu hứng của người Hà Nam-Quảng Yên.

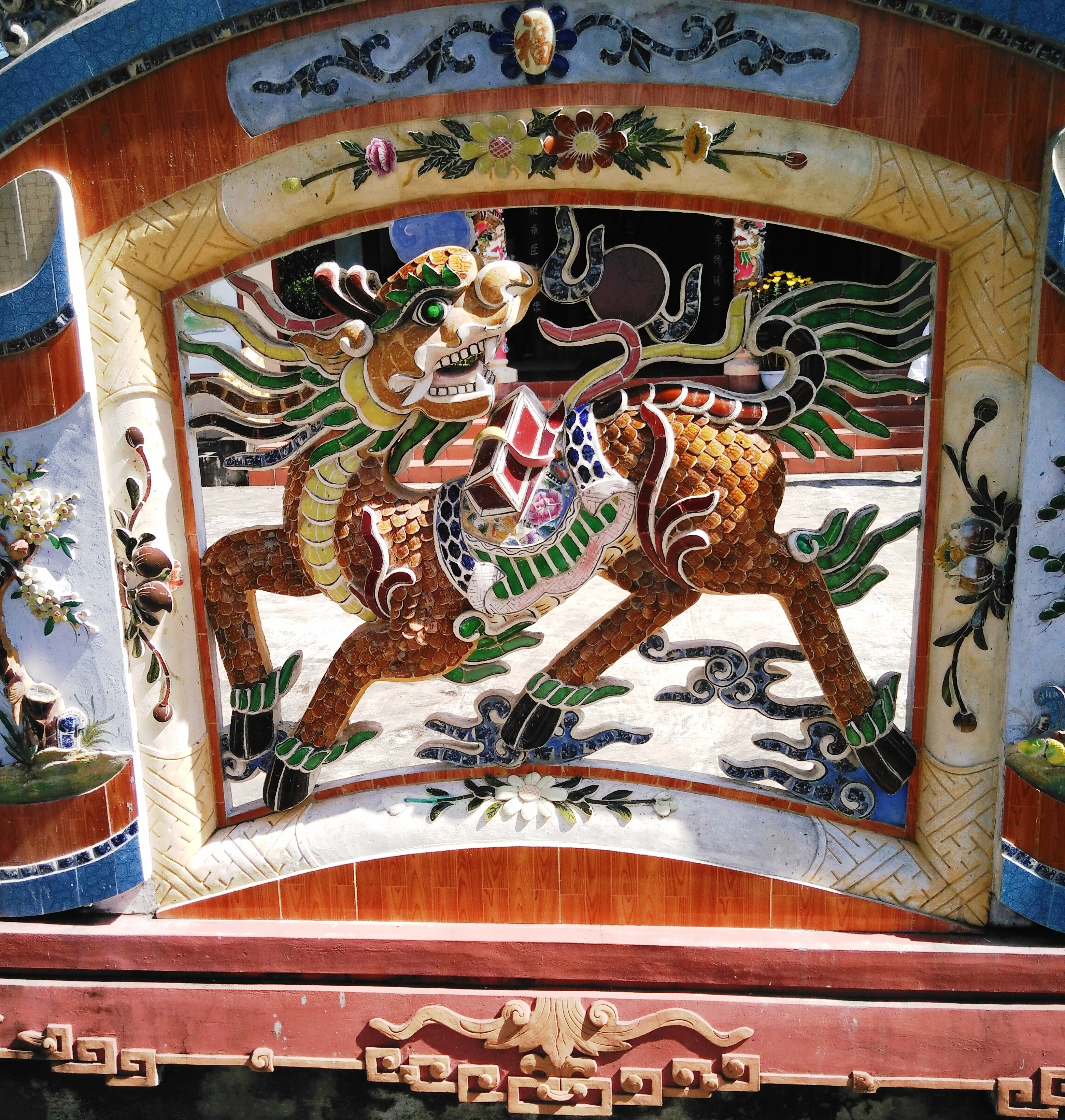
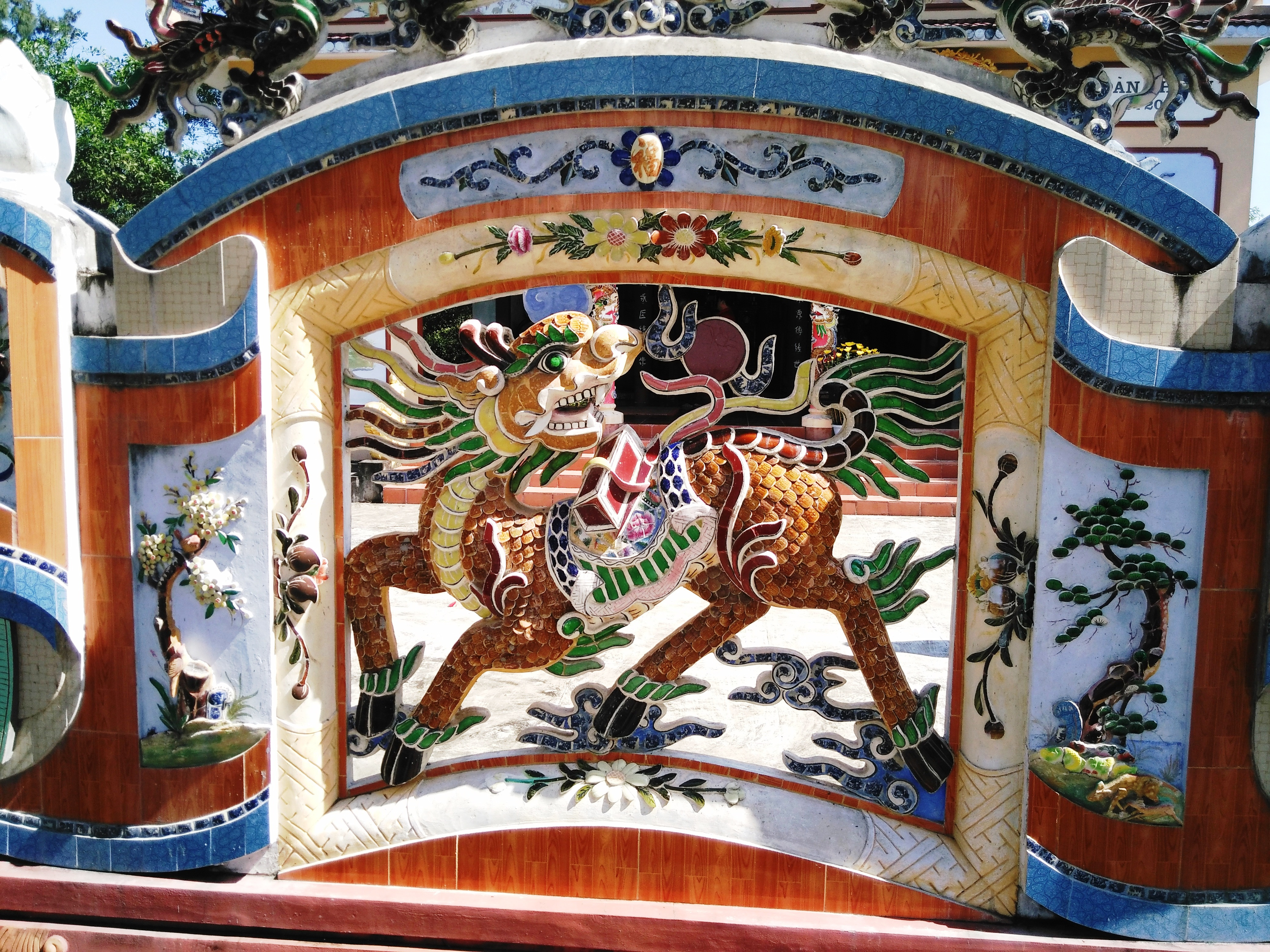
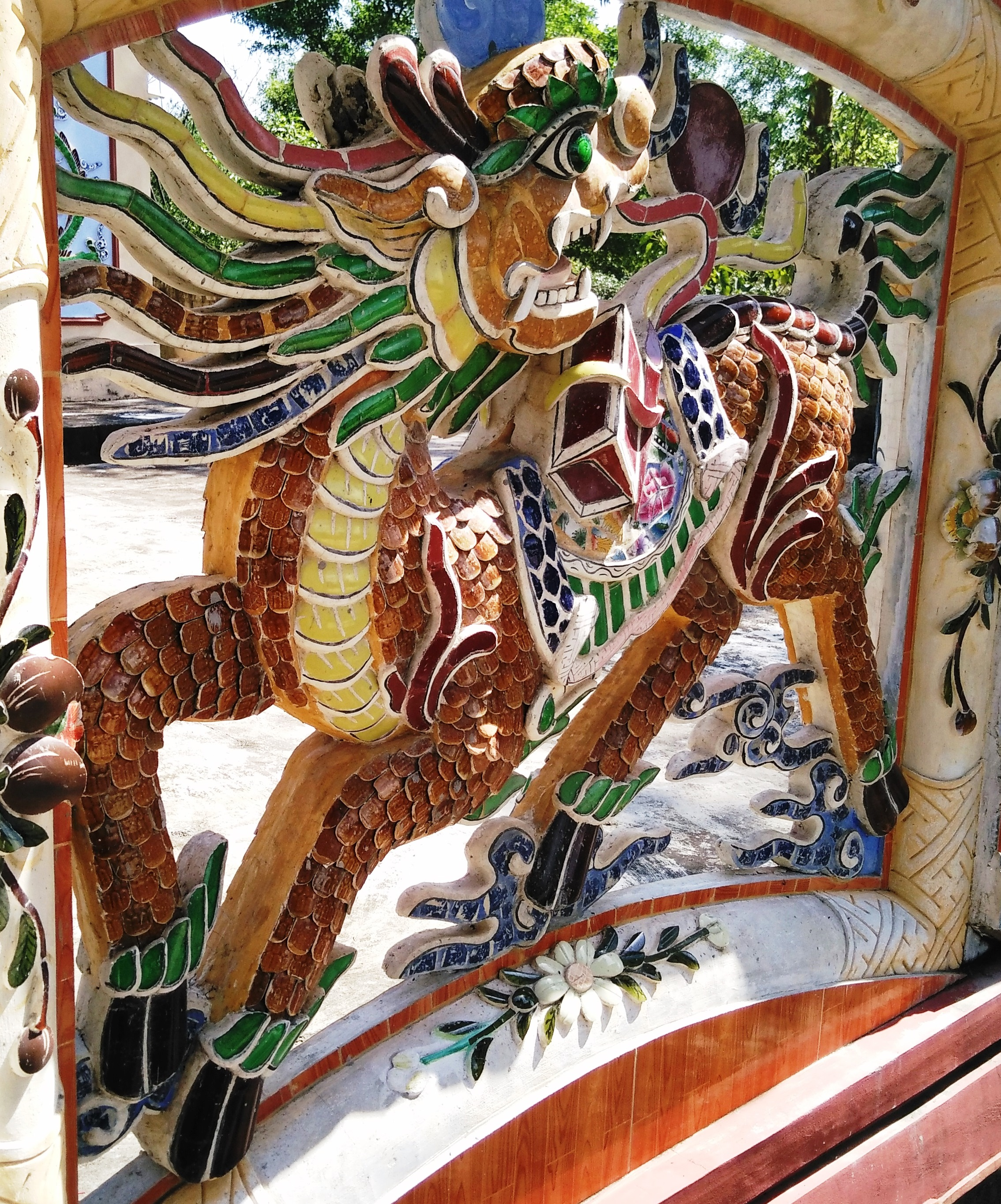
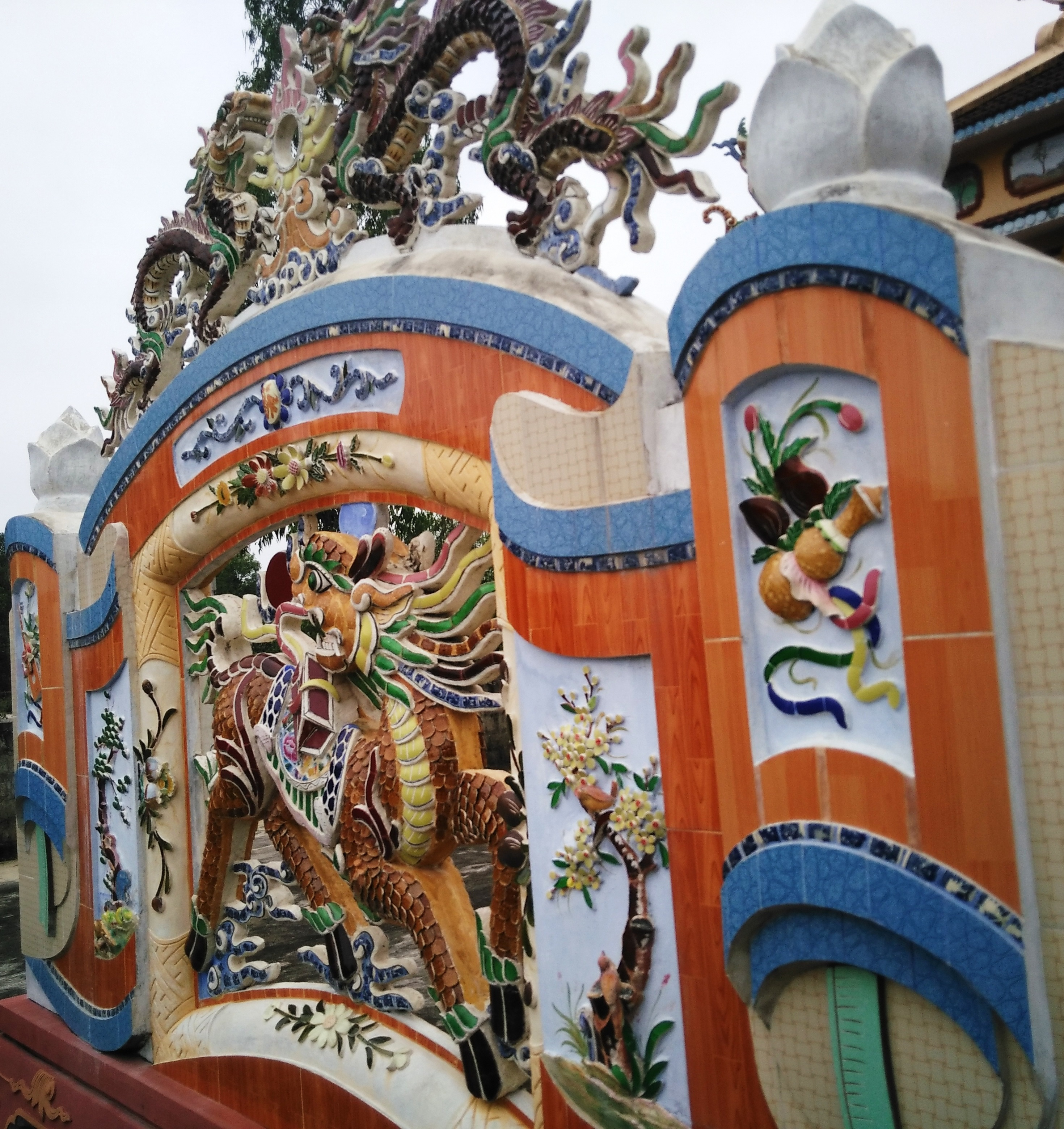

### Tại Huế
Long Mã cũng xuất hiện trên các cung môn, miếu môn trong hoàng cung triều Nguyễn và thường đi kèm với các linh vật khác như: rùa, kỳ lân hay chim phượng. Người Huế thường sử dụng kỹ thuật khảm sành sứ và thủy tinh để tạo hình long mã và cũng có những long mã được đắp bằng vôi vữa, hay được vẽ bằng phẩm màu. Nếu sang trọng, cầu kỳ thì đắp nổi và khảm sành sứ, thường thường thì chỉ đắp vôi vữa, hoặc đơn giản hơn chỉ là những nét họa thô mộc bằng bột màu, vôi nước vì Long Mã không chỉ gắn với quan niệm và mong cầu sự an vui, phồn thịnh, mà có khi còn như những tác phẩm nghệ thuật nâng lên giá trị và vẻ đẹp của công trình kiến trúc.

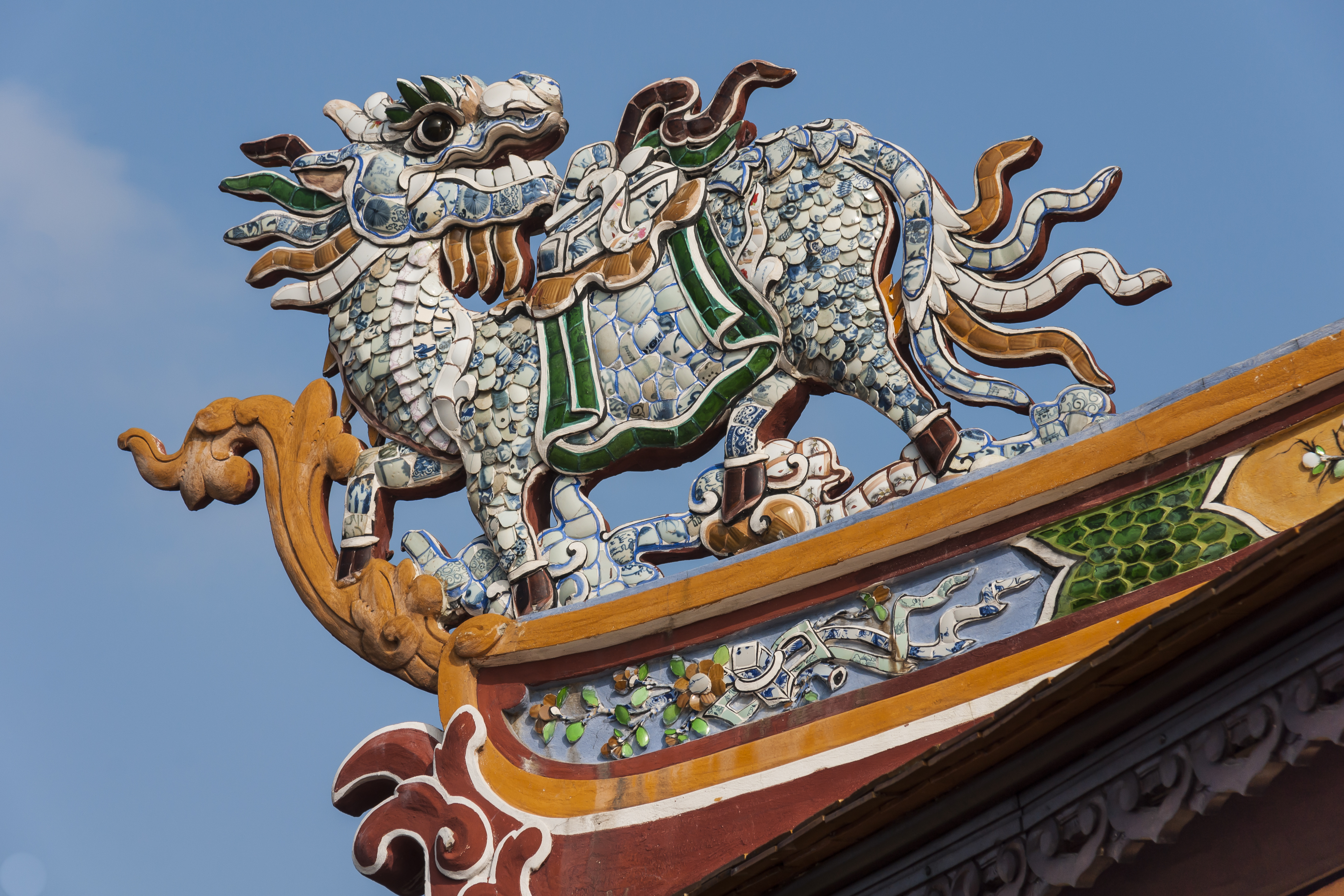
Long Mã trên mái điện trong Hoàng thành Huế

Ngựa là con vật quen thuộc, có vai trò quan trọng trong cuộc sống thường nhật, cũng như khi trận mạc, chiến tranh, nên ngựa còn mang biểu tượng của sự dũng mãnh, trung thành và tận tụy, ngựa là loài ăn cỏ, sống trên núi, uống nước ở suối, vì thế nó còn là hình ảnh về sự thanh khiết, sang quý, không vướng những tục lụy của đời đó là một trong những lý do người xưa chọn ngựa làm con vật để trang trí khá phổ biến trong nhiều công trình kiến trúc, là mô thức trang trí mang tính biểu tượng như con Long-Mã, hiện diện tại di tích Cố đô Huế. Vào thời Nguyễn, ngựa là một biên chế quan trọng đối với nhiều hoạt động, nhất là phục vụ trực tiếp cho nghi thức của triều đình nên hình ảnh con ngựa đã được chọn đúc trên Huyền đỉnh và Anh Đỉnh, của Bộ Cửu đỉnh đặt trong sân Thế miếu, Đại nội Huế.
Ở Huế, hình ảnh long mã xuất hiện nhiều nhất là trên các bức bình phong, đó là hình ảnh con long mã lưng mang Hà đồ, chân lướt trên sóng nước, đầu vươn tới các tầng mây. Long Mã còn được trang trí cho một số đồ dùng bằng bạc, gỗ, đồ sứ và trang phục của các quan lại triều Nguyễn. Tại Huế, long mã xuất hiện nhiều nhất trên các bức bình phong, trong đó bức bình phong long mã tại Trường Quốc học được xây dựng vào năm 1896, được xem là bức bình phong nổi tiếng nhất tại Huế khi Trường được xây dựng thì công trình này cũng ra đời như là linh vật trấn giữ, bảo vệ cho sự thịnh vượng, trường tồn. Đặc biệt hình ảnh Long Mã (ngựa hóa rồng) vốn đã gắn liền với logo Festival Huế 2000, Biểu tượng Long Mã được cách điệu từ hình tượng Long Mã tại bình phong trường Quốc Học
Long Mã xuất hiện trong hoàng cung triều Nguyễn như ở Dục Khánh Môn, Hưng Khánh Môn của Hưng Miếu, Trường An Môn của Trường Sanh Cung, bức bình phong nổi tiếng nhất, lâu đời nhất là bức trước trường Quốc Học Huế được xây dựng vào năm 1896, đời vua Thành Thái. Trong tư thế đang tung vó cưỡi mây nhưng vẫn ngoái đầu trở lại, Long Mã này mang thần thái của sự nhẹ nhàng, linh thiêng nhưng vẫn rất gần gũi với những câu thơ: "Trước gió phất phơ Long hóa Mã/Trên mây lấp loáng Mã thành Long/ Đồ thơ chở nặng nền luân lý/Cảnh vật phô bày cuộc biến thông". Đây không phải là một con ngựa nòi, một chiến mã mà là con long mã chở Đồ thư tức Hà Đồ, Lạc Thư tạo nên nền văn tự, văn học, văn hóa, văn minh, triết học Á Đông, chồng sách trên lưng tượng trưng cho Đồ Thư, Long Mã chở nền luân lý cương thường